# محمدهادی محمدی
محمّدهادی محمدی (به دنیا آمده در سال ۱۳۴۰ برابر با ۱۹۶۱ میلادی در تهران) پژوهشگر و نویسنده داستان‌های کودکان است.
او بزرگ شده تهران است. در دوره پیروزی انقلاب ۱۳۵۷ دبیرستان را به پایان رسانده و پس از آن از بیست و دو سالگی نوشتن را به‌طور حرفه‌ای برای بزرگسالان و کودکان آغاز کرد. نخستین داستانی که از وی منتشر شده است "فضانوردها در کوره آجرپزی" (۱۳۶۷) است که زندگی دو کودک روستایی را که در کوره آجرپزی کار می‌کنند، روایت می‌کند. این داستان در سال ۱۳۶۸ برنده عنوان کتاب سال از سوی مجله سروش نوجوان شد. پس از آن او تا سال ۱۳۷۳ چندین عنوان کتاب دیگر برای کودکان و نوجوانان منتشر کرد. که از این میان داستان "معدن زغال سنگ کجاست" برنده جایزه کتاب سال کانون پرورش فکری کودکان و نوجوانان شد. کتاب های دیگری نیز از آثار او برنده جوایزی شده اند. همچنین چندین کتاب محمدهادی محمدی به زبان های دیگر ترجمه شده اند. محمدی از سال 1373 به شاخه‌ای دیگر از کار در حوزه ادبیات کودکان یعنی نقد و پژوهش نیز پرداخت. از سال ۱۳۷۵ به همراه زهره قایینی کار بزرگ پژوهش روی موضوع تاریخ ادبیات کودکان ایران را آغاز کرد.  او از پایه گذاران موسسه پژوهشی تاریخ ادبیات کودکان و یکی از دو نویسنده اصلی مجموعه ده جلدی تاریخ ادبیات کودکان ایران است. در کنار آن محمدی در زمینه‌های دیگر نقد و پژوهش و همچنین داستان‌نویسی در حوزه ادبیات کودکان و بزرگسالان نیز کار کرد. او طرح آموزش خلاق از راه ادبیات کودکان را در ایران از سال ۱۳۷۷  پایه گذاشت که برآیند آن چندین کتاب آموزشی ویژه در این حوزه است. محمدی همچنین در حوزه ترجمه متن‌های تئوریک ادبیات کودکان فعال است.
او در سال ۲۰۰۶ برای نوشتن آثارش در زمینه ادبیات کودکان و نوجوانان از سوی شورای کتاب کودک به عنوان کاندیدای جایزه هانس کریستین آندرسن به ژوری این جایزه معرفی شد. در نظرسنجی سال 1396 رادیوکودک از مادران و پدران از بین 5 اثر "مهمان‌های ناخوانده" ، "خروس جهانگرد" ، "من یک مامان تازه می خواهم" ، "دنیا چقدر بزرگ است" و "داستانک‌های نخودی" ، کتاب داستان "داستانک‌های نخودی" بهترین کتاب داستان برای کودکان 3 تا 6 سال شناخته شد.

## سفرهای پژوهشی
- بورسیه کتابخانه بین‌المللی کودکان مونیخ با موضوع فانتزی در ادبیات کودکان ۱۹۹۷ [۹]
- معرفی تاریخ ادبیات کودکان و آموزش خلاق کودک محور، به ایرانیان سوئد، آلمان ۲۰۰۳
- شرکت در کنفرانس توسعه پایدار – یوته بوری سوئد سال ۲۰۰۵
- همزمان، شرکت در جشنواره روش‌های آموزشی پیشرفته در سوئد و معرفی آموزش خلاق کودک محور،۲۰۰۵
- شرکت در فستیوال شناخت فرهنگ خاورمیانه در کپنهاک دانمارک ۲۰۰۶
- تور آشنایی جامعه فرهنگی ایران با تاریخ ادبیات کودکان و آموزش خلاق کودک محور به، دانمارک، سوئد، نروژ ۲۰۰۶
- شرکت در سمینار یک صدمین سال تولد آسترید لیندگرن و ارائه مقاله پی پی جوراب بلنده در سرزمین شهرزاد (Pippi Longstocking in the Land of Shahrzad) در سال۲۰۰۷ [۱۰]

## پژوهش انفرادی
- محمدی، محمدهادی. روش شناسی نقد ادبیات کودکان. تهران: سروش (انتشارات صدا و سیما)، ۱۳۷۸.
- محمدی، محمدهادی. فانتزی در ادبیات کودکان. تهران: نشر روزگار، ۱۳۷۸.
- م‍ح‍م‍دی‌، م‍ح‍م‍ده‍ادی. ت‍وران‌ دخ‍ت‍ر ای‍ران‌. ت‍ه‍ران‌: م‍وس‍س‍ه‌ پ‍ژوه‍ش‍ی‌ ت‍اری‍خ‌ ادب‍ی‍ات‌ ک‍ودک‍ان‌، 1396.
- م‍ح‍م‍دی‌، م‍ح‍م‍ده‍ادی‌. زی‍س‍ت‍ن‌ ب‍رای‌ روش‍ن‍گ‍ری‌: زن‍دگ‍ی‌ و ک‍ارن‍ام‍ه‌ م‍ع‍ص‍وم‍ه‌ (ف‍رن‍گ‍ی‍س‌) س‍ه‍راب‌ و ی‍ح‍ی‍ی‌ م‍اف‍ی‌ . ت‍ه‍ران‌: م‍وس‍س‍ه‌ پ‍ژوه‍ش‍ی‌ ت‍اری‍خ‌ ادب‍ی‍ات‌ک‍ودک‍ان‌، ۱۳۹۶.
- محمدی, محمدهادی. زیر خط کودکی: آذریزدی, روایت گم کردن کودکی و پیدا کردن کودکان. تهران: موسسه پژوهشی تاریخ ادبیات کودکان, 1397.

## پژوهش مشترک
- محمدی، محمدهادی؛ قایینی، زهره. تاریخ ادبیات کودکان ایران. تهران: شرکت نشر چیستا، ۱۳۸۰−۱۳۹۳. (۱۰ جلد)
- محمدی، محمدهادی؛ عباسی، علی. صمد، ساختار یک اسطوره. تهران: نشر چیستا، ۱۳۸۲.
- مارزلف، اولریش؛ محمدی، محمدهادی. آلبوم شاهنامه. (گردآورنده و تحلیلگر تصویرها: اولریش مارزلف، نویسنده متن شاهنامه برای این آلبوم: محمدهادی محمدی). تهران: چیستا، ۱۳۸۵.
- محمدی، محمد هادی؛ حاجی نصرالله، شکوه. داستان فکر ایرانی. تهران: افق، ۱۳۸۶.  (۹ جلد در ۳ مجلد)

## آثار تالیف (برای کودکان و نوجوانان)
- محمدی، محمدهادی. فضانوردها در کوره آجرپزی. تهران: امیرکبیر، کتابهای شکوفه، ۱۳۶۷.
- محمدی، محمدهادی. دخترک و آهوی ابریشمی. تصویرگر علی خورشید پور. تهران: امیرکبیر، کتابهای شکوفه، ۱۳۶۹.
- محمدی، محمدهادی. ستاره بالدار. تصویرگر: پری بیانی. تهران: امیرکبیر، کتابهای شکوفه، ۱۳۶۹.
- محمدی، محمدهادی. سیاه خانه سفید ندارد. تصویرگر: مهین جواهریان. تهران: امیرکبیر، کتابهای شکوفه، ۱۳۷۰.
- محمدی، محمدهادی. معدن زغال سنگ کجاست؟. تصویرگر: میترا عبدی. تهران: امیرکبیر، کتابهای شکوفه، ۱۳۷۰.
- محمدی، محمدهادی. آدم کوچک و خوابهای بزرگ. تصویرگر: میترا عبدی. تهران: فاطمی، واژه، ۱۳۷۰.
- محمدی، محمدهادی. باغ وحش آسمان. تصویرگر: ابوالقاسم ممتازی؛ ویراستار ایرج جهانشاهی. تهران: فاطمی، واژه، ۱۳۷۰.
- محمدی، محمدهادی. وحشتناکترین حیوان دنیا. نقاشی از کیومرث امیر خسروی. تهران: فاطمی، واژه، ۱۳۷۰.
- محمدی، محمدهادی. داستانکهای نخودی. تصویرگر: محمد علی بنی اسدی. تهران: انتشارات سروش، ۱۳۷۰.
- محمدی، محمدهادی. گربه و پلنگ. تصویرگر عادل رستم پور. تهران: کانون پرورش فکری کودکان و نوجوانان، ۱۳۷۲.
- محمدی، محمدهادی. امپراتور سیب زمینی چهارم. تهران: نشر قطره، ۱۳۷۳.
- محمدی، محمدهادی. افسانه درخت خرما و بزی. تصویرگر: سارا ایروانی. مشهد: بنیاد پژوهشهای اسلامی، ۱۳۷۳.
- محمدی، محمدهادی. جان شما کجاست؟. تصویرگر حمید رضا خواجه محمدی. تهران: کانون پرورش فکری کودکان و نوجوانان، ۱۳۷۳.
- محمدی، محمدهادی. عینکی برای اژدها. تهران: نشر مرکز، کتاب مریم، ۱۳۷۵.
- م‍ح‍م‍دی‌، م‍ح‍م‍ده‍ادی. گ‍رب‍ه‌ای‌ ک‍ه‌ م‍وش‍ه‍ا را دوس‍ت‌ داش‍ت‌. ت‍ص‍وی‍رگ‍ر: ع‍ادل‌ رس‍ت‍م‌پ‍ور. ت‍ه‍ران‌: ک‍ان‍ون‌ پ‍رورش‌ ف‍ک‍ری‌ ک‍ودک‍ان‌ و ن‍وج‍وان‍ان‌،۱۳۷۶ .
- محمدی، محمدهادی. فانتزی شلغم و عقل. تهران: نشر مرکز، کتاب مریم، ۱۳۷۷.
- م‍ح‍م‍دی‌، م‍ح‍م‍ده‍ادی. گ‍اوه‍ای‌ آرزو. ن‍ق‍اش‍ی‌ از ک‍ی‍وم‍رث ‌ام‍ی‍رخ‍س‍روی. ت‍ه‍ران‌: ان‍ت‍ش‍ارات‌ خ‍ان‍ه‌ ادب‍ی‍ات‌، ۱۳۷۸ .
- محمدی، محمدهادی. خاله ستاره و بزغاله. تصویرگر امیر علی باروتیان. تهران: کانون پرورش فکری کودکان و نوجوانان، ۱۳۷۸.
- محمدی، محمدهادی. هفت رؤیای کلاغ. نقاشی نفیسه ریاحی. تهران: سروش (انتشارات صدا و سیما)، ۱۳۸۰.
- محمدی، محمدهادی. داستانکهای خرگوش حکیم. تهران: مرکز، کتاب مریم، ۱۳۸۱.
- محمدی، محمدهادی. آواره بی خورشید. تهران: نشرچیستا، ۱۳۸۲.
- محمدی، محمدهادی. امپراتور سیب زمینی چهارم. تهران: نشر چیستا، ۱۳۸۲.
- محمدی، محمدهادی. افسانه درخت خرما و بزی. تصویرگر: علی عامه کن. تهران: نشر چیستا، ۱۳۸۳.
- محمدی، محمدهادی. دویدم و دویدم. تصویرگر: حسن عامه کن. تهران: نشر چیستا، ۱۳۸۳.
- م‍ح‍م‍دی‌، م‍ح‍م‍ده‍ادی‌. گ‍رب‍ه‌ و پ‍ل‍ن‍گ. ت‍ص‍وی‍رگ‍ر: ع‍ادل‌ رس‍ت‍م‌پ‍ور. ت‍ه‍ران‌: ک‍ت‍اب‌ ن‍ی‍س‍ت‍ان‌، ۱۳۸۵ .
- م‍ح‍م‍دی‌، م‍ح‍م‍ده‍ادی. اف‍س‍ان‍ه‌ی‌ درخ‍ت‌ خ‍رم‍ا و ب‍زی. ت‍ص‍وی‍رگ‍ر: ع‍ل‍ی‌ ع‍ام‍ه‌ک‍ن‌. ته‍ران‌: م‍وس‍س‍ه‌ پ‍ژوه‍ش‍ی‌ ت‍اری‍خ‌ ادب‍ی‍ات‌ ک‍ودک‍ان، ۱۳۹۲ .
- م‍ح‍م‍دی‌، م‍ح‍م‍ده‍ادی. آدم‌ ک‍وچ‍ک‌ و خ‍واب‌ه‍ای‌ ب‍زرگ‌. ت‍ص‍وی‍رگ‍ر: پ‍رس‍ت‍و ح‍ق‍ی‌. ت‍ه‍ران‌: م‍وس‍س‍ه‌ پ‍ژوه‍ش‍ی‌ ت‍اری‍خ‌ ادب‍ی‍ات‌ ک‍ودک‍ان‌،۱۳۹۲ .
- م‍ح‍م‍دی‌، م‍ح‍م‍ده‍ادی. دوی‍دم‌ و دوی‍دم‌. ت‍ص‍وی‍رگ‍ر: ح‍س‍ن‌ ع‍ام‍ه‌ک‍ن. ت‍ه‍ران‌: م‍وس‍س‍ه‌ پ‍ژوه‍ش‍ی‌ ت‍اری‍خ‌ ادب‍ی‍ات‌ ک‍ودک‍ان‌، ۱۳۹۲.
- محمدی، محمدهادی. داستانک‌های نخودی، تصویرگر: کیوان اکبری تهران: انتشارات مؤسسه پژوهشی تاریخ ادبیات کودکان، ۱۳۹۲.
- محمدی، محمدهادی. داستانک‌های خرگوش حکیم. تصویرگر: کیوان اکبری. تهران: مؤسسه پژوهشی تاریخ ادبیات کودکان، ۱۳۹۲.
- محمدی، محمدهادی. آهنگ تار کولی. تصویرگر: هاله توکلی. تهران: مؤسسه پژوهشی تاریخ ادبیات کودکان، ۱۳۹۲.
- م‍ح‍م‍دی‌، م‍ح‍م‍ده‍ادی‌. چ‍ه‌ و چ‍ه‌ و چ‍ه‌ ی‍ک‌ ب‍چ‍ه‌ !. ت‍ص‍وی‍رگ‍ر: ه‍دی‌ ع‍ظی‍م‍ی. ت‍ه‍ران‌: م‍وس‍س‍ه‌ پ‍ژوه‍ش‍ی‌ ت‍اری‍خ‌ ادب‍ی‍ات‌ ک‍ودک‍ان‌، ۱۳۹۲.
- محمدی، محمدهادی. امپراتور سیب زمینی چهارم. تهران: موسسه پژوهشی تاریخ ادبیات کودکان، ۱۳۹۲ .
- محمدی، محمدهادی. هفت رؤیای کلاغ. نقاشی نفیسه ریاحی. تهران: موسسه پژوهشی تاریخ ادبیات کودکان، ۱۳۹۲ .
- م‍ح‍م‍دی‌، م‍ح‍م‍ده‍ادی. گ‍ن‍ج‍ش‍ک‌ ک‍ه‌ ب‍ال‌ و پ‍ر داش‍ت. ت‍ص‍وی‍رگ‍ر: ح‍س‍ن‌ع‍ام‍ه‌ک‍ن. ت‍ه‍ران‌: م‍وس‍س‍ه‌ پ‍ژوه‍ش‍ی‌ ت‍اری‍خ‌ ادب‍ی‍ات‌ ک‍ودک‍ان‌،۱۳۹۳ . (کارت های تصویری قصه گویی)
- محمدی، محمدهادی. آرش کمان‌دار. تصویرگر: ندا راستین مهر. تهران: مؤسسه پژوهشی تاریخ ادبیات کودکان، ۱۳۹۴. (دو جلد)
- م‍ح‍م‍دی‌، م‍ح‍م‍ده‍ادی. ب‍ن‍ف‍ش‍ه‌ه‍ای‌ ع‍م‍و ن‍وروز. ت‍ص‍وی‍رگ‍ر: ن‍وش‍ی‍ن‌ ص‍ف‍اخو. ته‍ران‌: م‍وس‍س‍ه‌ پ‍ژوه‍ش‍ی‌ ت‍اری‍خ‌ ادب‍ی‍ات‌ ک‍ودک‍ان‌، ۱۳۹۴.
- محمدی، محمدهادی. رفتم به باغی. تصویرگر: پرستو حقی. تهران: مؤسسه پژوهشی تاریخ ادبیات کودکان، ۱۳۹۴.
- محمدی، محمدهادی. معدن زغال سنگ کجاست؟. تصویرگر: ندا راستین مهر. تهران: مؤسسه پژوهشی تاریخ ادبیات کودکان، ۱۳۹۴.
- محمدی، محمدهادی. آدم‌برفی و گل سرخ (فانتزی شلغم و عقل). تهران: مؤسسه پژوهشی تاریخ ادبیات کودکان، ۱۳۹۵.
- محمدی، محمدهادی. جمجک برگ خزون. تصویرگر: پرستو حقی. تهران: مؤسسه پژوهشی تاریخ ادبیات کودکان،  ۱۳۹۵.
- م‍ح‍م‍دی‌، م‍ح‍م‍ده‍ادی. ب‍ه‌ب‍ه‌ ل‍ی‍م‍و و ک‍اک‍ل‍ی‌. ت‍ص‍وی‍رگ‍ر: ح‍س‍ن‌ ع‍ام‍ه‌ک‍ن‌. ت‍ه‍ران‌: م‍وس‍س‍ه‌ پ‍ژوه‍ش‍ی‌ ت‍اری‍خ‌ ادب‍ی‍ات‌ ک‍ودک‍ان‌، ۱۳۹۶. (کارت های تصویری قصه گویی)
- محمدی, محمدهادی. دیو سیاه و موش سفید. تصویرگر: کیوان اکبری. ت‍ه‍ران‌: م‍وس‍س‍ه‌ پ‍ژوه‍ش‍ی‌ ت‍اری‍خ‌ ادب‍ی‍ات‌ ک‍ودک‍ان‌، ۱۳۹۶.
- محمدی, محمدهادی. هفت اسب هفت رنگ. تصویرگر: نوشین صفاخو. ت‍ه‍ران‌: م‍وس‍س‍ه‌ پ‍ژوه‍ش‍ی‌ ت‍اری‍خ‌ ادب‍ی‍ات‌ ک‍ودک‍ان‌، ۱۳۹۶.
- محمدی, محمدهادی. هویج پالتوپوش. تصویرگر: مهسا منصوری. ت‍ه‍ران‌: م‍وس‍س‍ه‌ پ‍ژوه‍ش‍ی‌ ت‍اری‍خ‌ ادب‍ی‍ات‌ ک‍ودک‍ان‌، ۱۳۹۶.
- محمدی, محمدهادی. طوطی و بقال: برگرفته و بازآفرینی از مثنوی مولوی. تصویرگر: امیر شعبانی پور. تهران: موسسه پژوهشی تاریخ ادبیات کودکان, کتاب های تاک, ۱۳۹۷.
- محمدی، محمدهادی. خورشید خانم آفتاب کن!. تصویرگر: پرستو حقی. تهران: موسسه پژوهشی تاریخ ادبیات کودکان، کتاب تاک، ۱۳۹۸.
- محمدی، محمدهادی. گنجشک که بال و پر داشت. تصویرگر: حسن عامه کن. تهران: موسسه پژوهشی تاریخ ادبیات کودکان، کتاب تاک، ۱۳۹۸.
- محمدی، محمدهادی. به به لیمو و کاکلی. تصویرگر: حسن عامه کن. تهران: موسسه پژوهشی تاریخ ادبیات کودکان، کتاب تاک، ۱۳۹۸.
- محمدی، محمدهادی. خرگوشان چشمه ماه. تصویرگر: امیر شعبانی پور. تهران: موسسه پژوهشی تاریخ ادبیات کودکان، کتاب تاک، ۱۳۹۹.
- محمدی، محمدهادی. هزار پرنده رنگی و آهوی سرخ. تصویرگر: محمد باباکوهی. تهران: موسسه پژوهشی تاریخ ادبیات کودکان، کتاب تاک، ۱۳۹۹.
- محمدی، محمدهادی. دختر انار. تصویرگر: ندا راستین مهر. تهران: موسسه پژوهشی تاریخ ادبیات کودکان، کتاب تاک، ۱۳۹۹.
- محمدی، محمدهادی. آواره بی خورشید. تصویرگر: حسن عامه کن. تهران: موسسه پژوهشی تاریخ ادبیات کودکان، کتاب تاک، ۱۳۹۹.
- محمدی، محمدهادی. گوش بال بال گوش. تصویرگر: سولماز جوشقانی. تهران: موسسه پژوهشی تاریخ ادبیات کودکان، کتاب تاک، ۱۳۹۹.
- محمدی، محمدهادی. ۱۸+۲ دارکوب. تصویرگر: سلیمه باباخان. تهران: موسسه پژوهشی تاریخ ادبیات کودکان، کتاب تاک، ۱۳۹۹.
- محمدی، محمدهادی. فضانوردها در کوره آجرپزی. تصویرگر: محمد باباکوهی. تهران: موسسه پژوهشی تاریخ ادبیات کودکان، کتاب تاک، ۱۴۰۰.
- محمدی، محمدهادی. گربه دارم چه زرنگ!. تصویرگر: پرستو حقی. تهران: موسسه پژوهشی تاریخ ادبیات کودکان، کتاب تاک، ۱۴۰۰.
- محمدی، محمدهادی. کدو قلقله زن. تصویرگر: علی خدایی. تهران: موسسه پژوهشی تاریخ ادبیات کودکان، کتاب تاک، ۱۴۰۰.
- محمدی، محمدهادی. شیر شاه. تصویرگر: امیر شعبانی پور. تهران: موسسه پژوهشی تاریخ ادبیات کودکان، کتاب تاک، ۱۴۰۰.
- محمدی، محمدهادی. عاشق توام خودت می دانی!. تصویرگر: علیرضا گلدوزیان. تهران: موسسه پژوهشی تاریخ ادبیات کودکان، کتاب تاک، ۱۴۰۱.
- محمدی، محمدهادی. ماجراهای کوکو و پوپو. تصویرگر: مهسا منصوری. تهران: موسسه پژوهشی تاریخ ادبیات کودکان، کتاب تاک، ۱۴۰۱.
- محمدی، محمدهادی. آرزوهای ابری. تصویرگر: نوشین صفاخو. تهران: موسسه پژوهشی تاریخ ادبیات کودکان، کتاب تاک، ۱۴۰۲.
- محمدی، محمدهادی. هاجستم واجستم. تصویرگر: رضا دالوند. تهران: موسسه پژوهشی تاریخ ادبیات کودکان، کتاب تاک، ۱۴۰۲.
- محمدی، محمدهادی. لی‌لی لی‌لی حوضک. تصویرگر: سلیمه باباخان. تهران: موسسه پژوهشی تاریخ ادبیات کودکان، کتاب تاک، ۱۴۰۳.
- محمدی، محمدهادی. شنگول و منگول حبه‌ی انگور. تصویرگر: علی خدایی. تهران: موسسه پژوهشی تاریخ ادبیات کودکان، کتاب تاک، ۱۴۰۳.

## آثار ترجمه (برای کودکان و نوجوانان)
- تورن کویست, ماریت. جزیره شادی. ترجمه: محمدهادی محمدی. تهران: موسسه پژوهشی تاریخ ادبیات کودکان, کتاب تاک, ۱۳۹۷.
- لیندگرن، آسترید. همه می روند برای خواب. تصویرگر: ماریت تورن کویست؛ ترجمه: محمدهادی محمدی. تهران: موسسه پژوهشی تاریخ ادبیات کودکان، کتاب تاک، ۱۳۹۹.
- هاگن، هانس و مونیگ. تو مامانی ترین هستی!. تصویرگر: ماریت تورن کویست؛ مترجم و شاعر: محمدهادی محمدی. تهران: موسسه پژوهشی تاریخ ادبیات کودکان، کتاب تاک، ۱۴۰۰.
- تورن کویست، ماریت. لاک‌پشت و من. ترجمه: محمدهادی محمدی. تهران: موسسه پژوهشی تاریخ ادبیات کودکان، کتاب تاک، ۱۴۰۳.

## آثار تالیف (برای بزرگسالان)
- محمدی، محمدهادی. موشی که گربه‌ها را می‌خورد. تهران: نشر مرکز، ۱۳۷۳.

## مجموعه آموزش خلاق از راه ادبیات کودکان
- محمدی، محمدهادی. فارسی آموز ادبی ۱. تصویرگر لیا خاچیکیان. تهران: چیستا، ۱۳۸۱.
- محمدی، محمدهادی. واژه‌نامه چیستانی – تصویری. تصویرگر لیلا مدرسی. تهران: چیستا، ۱۳۸۳.
- محمدی، محمدهادی. فارسی آموز ادبی ۱. تصویرگر علی عامه کن. تهران: چیستا، ۱۳۸۵.
- محمدی، محمدهادی. فارسی آموز ادبی ۲. تصویرگر علی عامه کن. تهران: چیستا، ۱۳۸۵.
- محمدی، محمدهادی. فارسی آموز ادبی ۳. تصویرگر علی عامه کن. تهران: چیستا، ۱۳۸۷.
- محمدی، محمدهادی. لولوپی +۱، (ریاضی آموز ادبی). تهران: نشر چیستا، ۱۳۸۷.
- محمدی، محمدهادی. واژه‌نامه چیستانی – تصویری. تصویرگر علی عامه‌کن. تهران: چیستا، ۱۳۸۹.
- محمدی، محمدهادی. الفباورزی با کاکا کلاغه. تهران: نشر چیستا، ۱۳۹۲.
- محمدی، محمدهادی. آواورزی با سی بی لک. تهران: نشر چیستا، ۱۳۹۲.
- م‍ح‍م‍دی‌، م‍ح‍م‍ده‍ادی‌. ش‍م‍ارورزی‌ ل‍ول‍وپ‍ی‌ + ۰ (ری‍اض‍ی‌ آم‍وز ادب‍ی‌). تص‍وی‍رگ‍ر: ک‍ی‍وان‌ اک‍ب‍ری‌. ت‍ه‍ران‌: چ‍ی‍س‍ت‍ا، ۱۳۹۴ .
- محمدی، محمدهادی. اش‍اره‌ورزی‌ ب‍ا ن‍وزادان‌ و ن‍وپ‍ای‍ان‌. ت‍ص‍وی‍رگ‍ر: س‍ول‍م‍ازج‍وش‍ق‍ان‍ی. ت‍ه‍ران‌: چ‍ی‍س‍ت‍ا، ۱۳۹۶.

## تالیف مشترک
- ک‍ت‍اب‍ش‍ن‍اس‍ی‌ ک‍ت‍اب‌ه‍ای‌ ک‍ودک‌ و ن‍وج‍وان‌ (۱۳۰۰-۱۳۵۷). گ‍ردآورن‍دگ‍ان: ‌زه‍ره‌ ق‍ائ‍ی‍ن‍ی‌، م‍ح‍م‍ده‍ادی‌ م‍ح‍م‍دی، ف‍رزان‍ه‌ طاه‍ری‌. ت‍ه‍ران‌: ک‍ان‍ون‌ پ‍رورش‌ ف‍ک‍ری‌ ک‍ودک‍ان‌ و ن‍وج‍وان‍ان‌، ۱۳۸۴-۱۳۸۵.[۱۱]
- ع‍ظی‍م‍ی‌، ه‍دی‌. ع‍روس‍ک‌ه‍ای‌ ان‍گ‍ش‍ت‍ی‌، راه‍ی‌ ب‍ه‌ س‍وی‌ ق‍ص‍ه‌گ‍وی‍ی‌، ب‍ازی‌ و خ‍لاق‍ی‍ت. ه‍دی‌ع‍ظی‍م‍ی‌؛ ب‍ه‌ ه‍م‍راه‌ ن‍م‍ای‍ش‍ن‍ام‍ه‌ه‍ای‍ی‌ ک‍وت‍اه‌ از م‍ح‍م‍ده‍ادی‌ م‍ح‍م‍دی‌. ت‍ه‍ران‌: م‍وس‍س‍ه‌ پ‍ژوه‍ش‍ی‌ ت‍اری‍خ‌ ادب‍ی‍ات‌ ک‍ودک‍ان‌،۱۳۹۳ .

## ترجمه مشترک
- نورتون، دانا؛ نورتون، ساندار. شناخت ادبیات کودکان: گونه‌ها و کاربردها از روزن چشم کودک. ترجمه منصوره راعی، ثریا قزل ایاغ، رضی هیرمندی، ابراهیم اقلیدی، حسین ابراهیمی (الوند)، زهره قایینی، محمدهادی محمدی. تهران: نشر قلمرو، ۱۳۸۲.

## انتشار آثار به زبان‌های دیگر
- انتشار کتاب افسانه درخت خرما و بزی در مجموعه‌ای به نام بهترین افسانه‌های جهان به زبان انگلیسی ۱۹۹۶
- انتشار کتاب گربه ای که موش‌ها را دوست داشت به زبان انگلیسی  ۲۰۰۰
- انتشار رمان امپراتور سیب زمینی چهارم به زبان تای (تایلند) ۲۰۰۲
- انتشار رمان آوره بی خورشید به زبان فرانسوی ۲۰۰۴
- انتشار کتاب هفت رویای کلاغ به زبان انگلیسی ۲۰۰۵
- انتشار رمان آواره بی خورشید به زبان کره‌ای – کره جنوبی ۲۰۰۷ [۱۲]
- انتشار رمان امپراتور سیب زمینی چهارم به زبان ترکی استانبولی (ترکیه) ۲۰۱۰ [۱۳]
- انتشار کتاب افسانه درخت خرما و بزی در ترکیه ۲۰۱۱ [۱۴]
- انتشار رمان امپراتور سیب‌زمینب چهارم در ترکیه ۲۰۱۱ [۱۵]
- انتشار کتاب هفت اسب هفت رنگ به زبان هلندی ۲۰۱۹ [۱۶]
- انتشار کتاب ۱۸+۲ دارکوب در ترکیه ۲۰۲۱ [۱۷]
- انتشار کتاب دختر انار در ترکیه ۲۰۲۱ [۱۸]
- انتشار کتاب دختر انار در هلند ۲۰۲۱ [۱۹]
- انتشار کتاب هفت اسب هفت رنگ در امریکا ۲۰۲۱ [۲۰]
- انتشار کتاب دیو سیاه و موش سفید در ترکیه
- انتشار کتاب داستانک‌های خرگوش حکیم در ترکیه ۲۰۲۲ [۲۱]
- انتشار کتاب داستانک‌های نخودی در ترکیه ۲۰۲۲ [۲۲]
- انتشار رمان عینکی برای اژدها در ترکیه ۲۰۲۲ [۲۳]
- انتشار کتاب بنفشه‌های عمو نوروز در امریکا ۲۰۲۴ [۲۴]
- انتشار کتاب رنگ رویای کلاغ در هلند ۲۰۲۵ [۲۵]

## تقدیرها و جوایز
- کتاب برگزیده سال برای فضانوردها در کوره آجرپزی از سوی مجله سروش نوجوان ۱۳۶۸
- دیپلم افتخار برای کتاب فضانوردها در کوره آجرپزی از سوی شورای کتاب کودک ۱۳۶۸
- دیپلم افتخار برای امپراتور سیب زمینی چهارم از سوی شورای کتاب کودک ۱۳۷۳
- دیپلم افتخار برای بازآفرینی افسانه درخت آسوریک (افسانه درخت خرما و بزی)۱۳۷۳
- دیپلم افتخار برای معدن زغال سنگ کجاست؟ از سوی کانون پرورش فکری کودکان و نوجوانان ۱۳۷۰
- دیپلم افتخار برای داستانک‌های نخودی از سوی کانون پرورش فکری کودکان ونوجوانان۱۳۷۱
- دیپلم افتخار از سوی دفتر بین‌المللی کتاب کودک IBBY برای کتاب امپراتور سیب زمینی چهارم ۱۹۹۵
- تندیس و لوح تقدیر برای نقد داستان آن خمره، جشنواره مطبوعات در رشته نقد ادبی ۱۳۷۵
- پژوهش برگزیده سال برای روش‌شناسی نقد ادبیات کودکان از سوی مرکز پژوهش‌های فرهنگی وزارت فرهنگ و ارشاد اسلامی ۱۳۷۷
- پژوهش برگزیده سال برای فانتزی در ادبیات کودکان از سوی مرکز پژوهش‌های فرهنگی وزارت فرهنگ و ارشاد اسلامی ۱۳۷۸
- لوح تقدیر برای رمان گاوهای آرزو از سوی کتاب سال وزارت فرهنگ و ارشاد اسلامی ۱۳۷۹
- تندیس نویسنده برگزیده با عنوان بیست نویسنده برگزیده کودک و نوجوان از سوی انجمن نویسندگان کودک و نوجوان ۱۳۷۹
- نویسنده برگزیده با عنوان نویسنده‌ای که زندگی کودکان محروم را در آثار خود بازتاب می‌دهد، از سوی سازمان بهزیستی کشور ۱۳۸۰
- گزینش کتاب برگزیده سال برای آموزش زبان فارسی، برای فارسی آموز ادبی (۱) از سوی جشنواره رشد۱۳۸۳
- دیپلم افتخار برای نامزدی جایزه هانس کریستین آندرسن از سوی دفتر بین‌المللی کتاب کودک IBBY در سال۲۰۰۶
- لوح تقدیر برای دو جلد کتاب فکر ایرانی از سوی جشنواره رشد۱۳۸۷
- نشان طلای لاکپشت پرنده برای دو مجموعه آواورزی با سی بی لک و الفباورزی با کاکا کلاغه سال ۱۳۹۲ [۲۶]
- نشان گوزن زرد برای دو مجموعه آوارزی با سی بی لک و الفباورزی با کاکا کلاغه سال ۱۳۹۳ [۲۷]